# Philodendron aurantiifolium
Philodendron aurantiifolium är en kallaväxtart som beskrevs av Heinrich Wilhelm Schott. Philodendron aurantiifolium ingår i släktet Philodendron och familjen kallaväxter.

## Underarter
Arten delas in i följande underarter:
- P. a. aurantiifolium
- P. a. calderense